# Ezechiasz (powstaniec żydowski)
Ezechiasz (zm. 47 p.n.e.) - przywódca powstańców w Galilei w poł. I w. p.n.e. Występował przeciw popierającemu wpływy rzymskie Herodowi, wówczas namiestnikowi tej krainy. Został przez niego schwytany i skazany na śmierć. Działalność Ezechiasza dała podstawy pod uformowanie się ruchu zelotów.